# Jody Hill
Pour les articles homonymes, voir Hill.
Jody Hill, né le 15 octobre 1976 à Concord (Caroline du Nord), est un réalisateur, producteur et scénariste américain, aussi taekwondoka.

## Biographie
Jody Hill est le conjoint de l'actrice Collette Wolfe.

## Filmographie partielle

### Comme réalisateur et scénariste
- 2006 : The Foot Fist Way (aussi acteur)
- 2009 : Observe and Report
- 2012 : The Roadie (uniquement réalisation)
- 2009 : Kenny Powers (Eastbound and Down) (série télévisée)
- 2016 : Vice Principals (série télévisée)
- 2018 : My Deer Hunter Dad (The Legacy of a Whitetail Deer Hunter)
- Depuis 2019 : The Righteous Gemstones (série télévisée)

### Comme producteur
- 2016 : Les Cerveaux (Masterminds) de Jared Hess